# Harvey-Preis
Der  Harvey-Preis (Harvey Prize) ist ein jährlich vom Technion in Haifa vergebener Preis in verschiedenen Disziplinen, die sich in einem Zyklus von fünf Jahren abwechseln, wobei in jedem Jahr zwei Preise vergeben werden:
- Erstes und Drittes Jahr: Zwei Preise in Wissenschaft und Technologie
- Zweites und Viertes Jahr: ein Preis in Wissenschaft und Technologie und einer in Medizin und Gesundheit (Human Health)
- Fünftes Jahr: ein Preis in Wissenschaft und Technologie, ein Preis für herausragende Beiträge zum Frieden im Nahen Osten oder für herausragende Beiträge zur Wirtschaft oder Gesellschaft.

Jeder Preis ist mit 75.000 Dollar dotiert. Er wird seit 1972 vergeben. Er ist nach dem Industriellen (Harvey Machine Company in Los Angeles, Harvey Aluminium Company) und Erfinder Leo M. Harvey (1887–1973) benannt.

## Preisträger
- 1972 – Willem Kolff – Claude Elwood Shannon
- 1974 – Alan Cottrell – Gershom Scholem
- 1975 – Georg Klein – Edward Teller
- 1976 – Saul Lieberman – Hermann F. Mark
- 1977 – Seymour Benzer – Freeman Dyson
- 1978 – Bernard Lewis – Isaac Wahl
- 1979 – Efraim Racker
- 1980 – Shlomo Dov Goitein – Michael O. Rabin
- 1981 – Hans Walter Kosterlitz – Michael James Lighthill
- 1982 – Hans Jacob Polotsky – Alvin M. Weinberg
- 1983 – Robert Aumann – Philip Leder
- 1984 – Franz Rosenthal – Peter Sorokin
- 1985 – George Dantzig – Barnett Rosenberg
- 1986 – Paul Christian Lauterbur – Benjamin Mazar
- 1987 – Pierre Chambon – Sydney Brenner
- 1988 – Pierre-Gilles de Gennes
- 1989 – Benoît Mandelbrot
- 1990 – Robert H. Dennard
- 1991 – Jacques-Louis Lions – Bert Sakmann
- 1992 – Michail Sergejewitsch Gorbatschow – Amnon Yariv
- 1993 – Hillel Fürstenberg – Eric Kandel – Richard N. Zare
- 1994 – Wladimir Arnold – Robert Allan Weinberg
- 1995 – John W. Cahn – Donald E. Knuth
- 1996 – C. Walton Lillehei – Claude Cohen-Tannoudji
- 1997 – Roger D. Kornberg
- 1998 – Richard M. Karp – Barry Sharpless
- 1999 – Elizabeth Blackburn – Robert Gray Gallager
- 2000 – David Gross – Harry B. Gray
- 2001 – Bert Vogelstein – James Peebles
- 2002 – Ada Yonath – Peter Dervan
- 2003 – Robert Langer
- 2004 – Arthur Ashkin – Wayne Hendrickson
- 2005 – Edward Witten – Wolfgang Baumeister
- 2006 – Charles L. Bennett – Ronald M. Evans
- 2007 – Michael Grätzel – Stephen E. Harris
- 2008 – Charles H. Bennett – David Eisenberg
- 2009 – David Baulcombe – Shuji Nakamura
- 2010 – Michael Karin – Alexander Markowitsch Poljakow
- 2011 – Richard H. Friend – Judea Pearl
- 2012 – Eric Lander – Eli Yablonovitch
- 2013 – Jon M. Kleinberg – Paul B. Corkum
- 2014 – James P. Allison – Reinhard Genzel
- 2015 – Marc Kirschner – Immanuel Bloch
- 2016 – Karl Deisseroth – Peter Hegemann – Ronald Drever – Kip S. Thorne – Rainer Weiss
- 2017 – Tobin Marks – Carla Shatz
- 2018 – Emmanuelle Charpentier – Jennifer Doudna – Feng Zhang – Christos H. Papadimitriou
- 2019 – Joseph DeSimone – Raphael Mechoulam
- 2020 – James R. Rice
- 2021 – Helen Quinn – Katalin Karikó – Drew Weissman – Pieter Cullis
- 2022 – Stephen Baylin – Andrew Feinberg – Peter Jones[2]